# 杨钟
杨钟（1932年1月—2012年6月11日），男，四川西充人，中华人民共和国政治人物，中国共产党第十二届中央委员会候补委员，第九届全国政协委员。

## 生平
1932年1月生于四川西充。1950年4月加入中国新民主主义青年团，1952年10月加入中国共产党。1950年8月后，任中共南充地委减租退押工作团岳池县坪滩区工作队副队长，白庙区副区长，中共南充地委研究室干事、秘书，中共南充市郊区区委书记，中共南充市委农工部副部长、部长，中共广安县委副书记，中共武胜县委副书记、代理书记等职。“文化大革命”中受到批斗和审查。1974年后，任中共广安县委副书记、书记。1979年12月，任四川省人民政府副省长。1982年4月后，任中华人民共和国林业部部长、党组书记，兼中央绿化委副主任、国务院“三北”防护林建设领导小组常务副组长等职。1987年，因大兴安岭火灾而被撤销林业部部长职务。
1988年后，任中央农研室、国务院农研中心研究员，农业部党组成员，国务院贫困地区经济开发领导小组副组长兼办公室主任、国务院扶贫开发领导小组成员等职。2003年退休。